# J/FPS-5

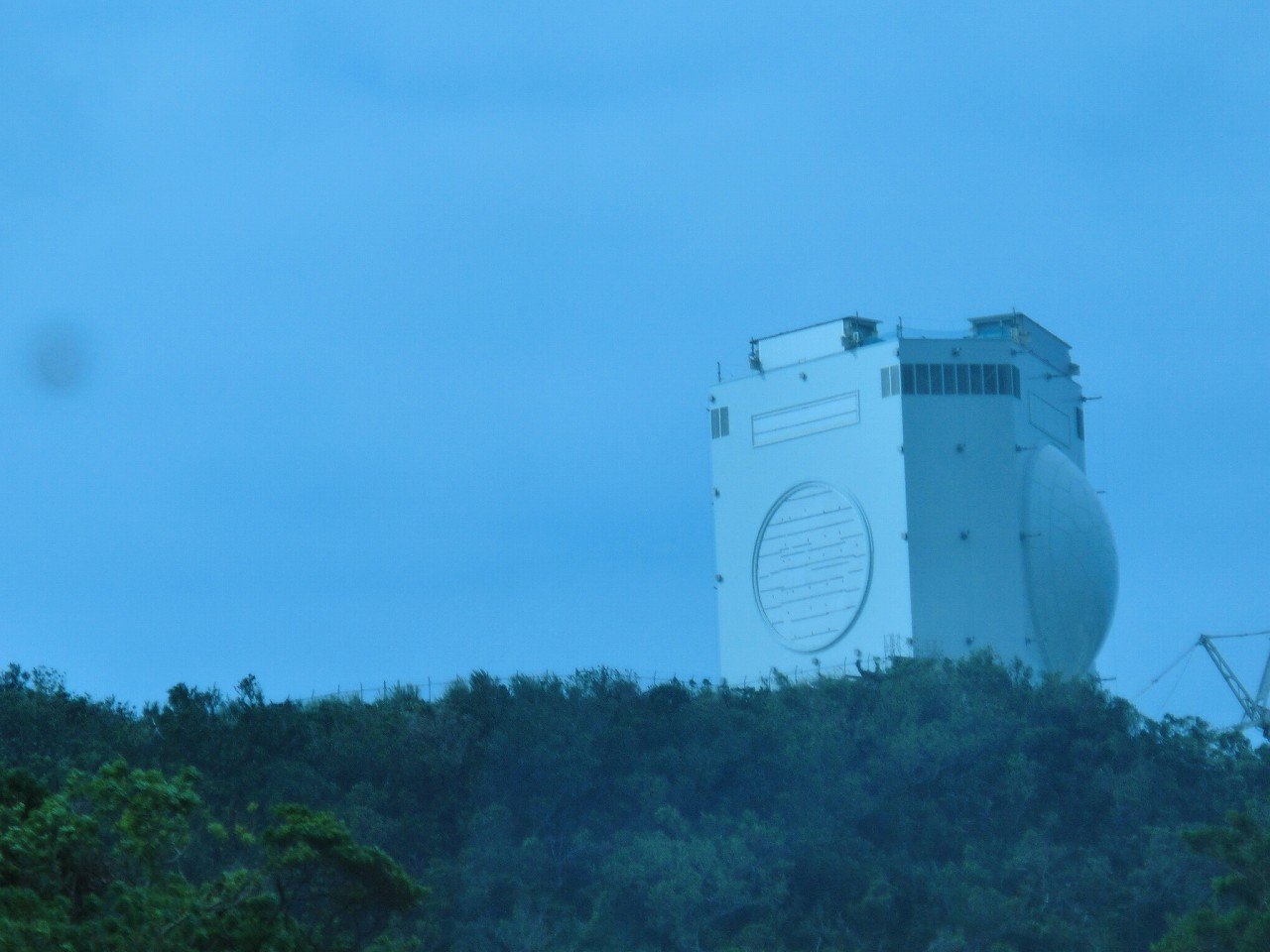
J/FPS-5 레이다의 사진.

J/FPS-5는 일본의 지상 배치 레이다의 일종이다.

## 배치
2006년도부터 2009년도에 예산이 계상되어 2008년도부터 2011년도까지 4기가 배치되었다. 1기당 약 180억엔. 대형이기 때문에 취득 비용뿐만 아니라 설치를 향한 토목 공사에도 비용이 소요되므로 4기로 조달을 완료, C형까지 3개의 하위 유형이있다.
- 시모코시키섬 기지: J/FPS-2에서 업그레이드, 2008년말 운용 개시. J/FPS-5
- 사도 분둔기지: J/FPS-2보다 업데이트 2010년 운용 개시. J/FPS-5 배치.
- 오미나토 분둔기지: J/FPS-2보다 업데이트, 2010년말 운용 개시. 2008년도 예산에서 조달 시작 J/FPS-5B 배치. 2019년 11월 J/FPS-5D 배치 운영.
- 요자다케 분둔기지: J/FPS-2보다 업데이트 2011년말 운용 개시. 2009년도 예산에서 조달 시작 J/FPS-5C 배치.

## 제원
- 이름 : J/FPS-5
- 종류 : 지대공 AESA 레이더
- 탐지거리 : 1,800km (971해리)

## 같이 보기
- J/FPS-3
- J/FPS-7
- 그린파인 레이더
- AN/TPY-2